# Диселенид платины
Диселенид платины — бинарное неорганическое соединение
платины и селена
с формулой PtSe2,
кристаллы.

## Получение
- В природе встречается минерал судовиковит — PtSe2 [2].

- Сплавление стехиометрических количеств чистых веществ [1]:

{\displaystyle {\mathsf {Pt+2Se\ {\xrightarrow {1000^{o}C}}\ PtSe_{2}}}}

## Физические свойства
Диселенид платины образует серо-чёрные кристаллы
тригональной сингонии,
пространственная группа P 3m1,
параметры ячейки a = 0,37278 нм, c = 0,50813 нм, Z = 1
.